# Rocky Mount (Virginia)
Rocky Mount is een plaats (town) in de Amerikaanse staat Virginia, en valt bestuurlijk gezien onder Franklin County.

## Demografie
Bij de volkstelling in 2000 werd het aantal inwoners vastgesteld op 4066.
In 2006 is het aantal inwoners door het United States Census Bureau geschat op 4564, een stijging van 498 (12,2%).

## Geografie
Volgens het United States Census Bureau beslaat de plaats een oppervlakte van
11,9 km², geheel bestaande uit land. Rocky Mount ligt op ongeveer 397 m boven zeeniveau.

## Plaatsen in de nabije omgeving
De onderstaande figuur toont nabijgelegen plaatsen in een straal van 24 km rond Rocky Mount.